# Sergej Nakarjakov
Sergei Michailovitsj Nakariakov (Russisch: Сергей Михайлович Накаряков) (Nizjni Novgorod, 10 mei 1977 ) is een Russische klassiek geschoolde trompetvirtuoos die bekendheid verwierf in het eind van de jaren 90. Hij bracht zijn eerste cd met werken van onder meer Maurice Ravel, George Gershwin en Jean-Baptiste Arban uit in 1992 op 15-jarige leeftijd.
Naast trompet speelt Nakariakov ook bugel. Op zijn cd uit 1999 getiteld Concertos for Trumpet speelt Nakariakov getranscribeerde muziek, geschreven voor de viool en cello. De cd No Limit uit 2000 bevat een aangepaste versie van een werk van Pjotr Iljitsj Tsjaikovski, oorspronkelijk een celloconcert. Nakariakov speelt op een speciale bugel, gemaakt door Antoine Courtouis, die vier ventielen kent, wat de mogelijkheid biedt lagere tonen te spelen dan gewoonlijk.